# Виница (Пловдивская область)
Виница (болг. Виница) — село в Болгарии. Находится в Пловдивской области, входит в общину Первомай. Население составляет 1003 человека.

## Политическая ситуация
В местном кметстве Виница, в состав которого входит Виница, должность кмета (старосты) исполняет Тодор Петков Тодоров (коалиция партий: Болгарская социалистическая партия (БСП), Земледельческий союз Александра Стамболийского (ЗСАС)) по результатам выборов.
Кмет (мэр) общины Первомай — Ангел Атанасов Папазов (коалиция партий: Союз свободной демократии и Земледельческий народный союз) по результатам выборов.